# Dicranoplia
Dicranoplia är ett släkte av skalbaggar. Dicranoplia ingår i familjen Rutelidae.
Kladogram enligt Catalogue of Life:
| Dicranoplia | \| \| Dicranoplia demoflysi \| \| \| \| \| \| Dicranoplia deserticola \| \| \| \| |
|             | \| \| Dicranoplia demoflysi \| \| \| \| \| \| Dicranoplia deserticola \| \| \| \| |
|             | Dicranoplia demoflysi                                                             |
|             |                                                                                   |
|             | Dicranoplia deserticola                                                           |
|             |                                                                                   |